# Phare du cap Possession
Le phare du cap Possession (en espagnol : Faro Cabo Posesión) est un phare appartenant au réseau de phares du Chili. Il est situé sur le cap Possession dans la Région de Magallanes et de l'Antarctique chilien. 
Il est géré par le Service hydrographique et océanographique de la marine chilienne dépendant de la Marine chilienne. 
Le phare est classé Monument national du Chili  depuis le 10 juin 1976.

## Histoire
En juin 1899, la Dirección General de la Armada, après une offre publique, accepte une proposition des Frères Pausa pour une construction du phare en 210 jours. Finalement, le 1er août 1900 les travaux sont terminés.
Rattaché au continent sud-américain, le phare se situe dans la partie orientale du détroit de Magellan sur la commune de San Gregorio, sur la partie la plus haute du cap Possession, avec une élévation de 90 mètres. Le phare a été habité jusqu’en 1955 et est automatisé depuis.

## Description
Dessiné par l’ingénieur écossais George Slight, c’est une construction en dur de forme carré haute de 11 mètres. Située à la base, la maison du gardien fait partie intégrante du phare.

## Codes internationaux
- Admiralty[4] : G1408
- ARLHS[5] : CHI-036
- NGA[6] : 111-2532